# Гиппуровая кислота
Гиппу́ровая кислота́ (от греч. ἵππος — лошадь и лат. urina — моча) — N-бензоилглицин, бесцветные кристаллы, слаборастворимые в холодной воде и хорошо растворимые в горячей воде и этаноле. Гиппуровая кислота содержится в моче травоядных и человека, впервые обнаружена в моче лошади, благодаря чему и получила своё название.

## Синтез и применение
Стандартный лабораторный метод синтеза гиппуровой кислоты — бензоилирование глицина по Шоттен-Бауману
Благодаря своей доступности гиппуровая кислота широко применяется в качестве N-ациламинокислотного компонента в синтезе по Эрленмейеру азлактонов, которые, в свою очередь, используются для синтеза пептидов, a-кетокислот и a-аминокислот:

## Биохимическое значение
Биологическое значение синтеза гиппуровой кислоты в организмах — связывание бензойной кислоты, содержащейся в составе растительных тканей в свободном либо связанном виде и токсичной в высоких концентрациях для животных.
Биосинтез гиппуровой кислоты идет в две стадии. Сначала под действием фермента бензоат-КоА лигазы (КФ 6.2.1.25) происходит S-ацилирование свободным бензоатом кофермента A, в ходе реакции расходуется АТФ:
бензоат + КоА + АТФ {\displaystyle } бензоил-КоА + АДФ + фосфат
На следующей стадии происходит перенос бензоильного остатка с бензоил-КоА на аминогруппу глицина, эта реакция катализируется ферментом глицин N-бензоилтрансферазой (КФ 3.5.1.32):
бензоил-КоА + глицин {\displaystyle } гиппурат + КоА
Гиппуровая кислота образуется у большинства животных и у человека преимущественно в печени и в меньшей степени в почках и выводится с мочой.

## Проба Квика
В клинической практике проба на синтез гиппуровой кислоты (проба Квика) используется в функциональной диагностике заболеваний печени.
При проведении пробы пациенту дают раствор 4 г бензоата натрия в 30 мл воды, после чего в течение четырёх часов ежечасно собирают мочу и определяют содержание в ней гиппуровой кислоты. У здоровых в течение этого времени с мочой выводится более 60-65 % расчетного количества гиппуровой кислоты (3-3.5 г). При различных диффузных поражениях паренхимы печени (острых и хронических гепатитах, циррозах) определяемое в пробе Квика количество гиппуровой кислоты ниже нормы, ограниченные очаговые поражения печени пробой Квика, как правило, не выявляются.